# La Esperanza (Riberalta)
La Esperanza (spanisch für „die Hoffnung“) ist eine Ortschaft im Departamento Beni im Tiefland des südamerikanischen Andenstaates Bolivien.

## Lage im Nahraum
La Esperanza ist die drittgrößte Ortschaft des Municipio Riberalta in der Provinz Vaca Díez. Die Ortschaft liegt auf einer Höhe von 150 m direkt südlich der Stadt Riberalta an einem verlandeten Altarm des Río Beni. Heute liegt der Ort 4 Kilometer vom Fluss entfernt.

## Geographie
La Esperanza liegt im bolivianischen Teil des Amazonasbeckens in der nördlichen Ecke des Landes in der Nähe zur Grenze zu Brasilien. 
Die Jahresdurchschnittstemperatur der Region liegt bei 26 °C und schwankt nur unwesentlich zwischen 25 °C im Mai und 27–28 °C von Dezember bis Februar (siehe Klimadiagramm Riberalta). Der Jahresniederschlag beträgt etwa 1.300 mm, bei einer ausgeprägten Trockenzeit von Juni bis August mit Monatsniederschlägen unter 20 mm, und einer Feuchtezeit von Dezember bis Januar mit Monatsniederschlägen von mehr als 200 mm.

## Verkehrsnetz
La Esperanza liegt in einer Entfernung von 880 Straßenkilometern nördlich von Trinidad, der Hauptstadt des Departamento Beni.
Von Trinidad aus führt die Nationalstraße Ruta 3 über San Ignacio de Moxos und San Borja nach Westen in das 280 Kilometer entfernte Yucumo und weiter in Richtung La Paz. In Yucumo zweigt die Ruta 8 nach Norden in Richtung Rurrenabaque ab und erreicht La Esperanza nach 600 Kilometern.
Die Entfernung nach Riberalta beträgt dagegen nur 7 Kilometer.

## Bevölkerung
Die Einwohnerzahl der Ortschaft hat sich in den vergangenen beiden Jahrzehnten fast vervierfacht:
| Jahr | Einwohner | Quelle       |
| ---- | --------- | ------------ |
| 1992 | 126       | Volkszählung |
| 2001 | 381       | Volkszählung |
| 2012 | 472       | Volkszählung |
| 2024 |           | Volkszählung |